# Villanueva de la Torre (Barruelo de Santullán)
Villanueva de la Torre ist ein spanischer Ort in der Provinz Palencia der Autonomen Gemeinschaft Kastilien und León. Der einst selbständige Ort gehört zu Barruelo de Santullán, er befindet sich neun Kilometer südwestlich vom Hauptort der Gemeinde. Villanueva de la Torre ist über die Straße PP-2123 zu erreichen.

## Geschichte
Ab 1175 war der Ort im Besitz des Klosters Santa María la Real in Aguilar de Campoo.

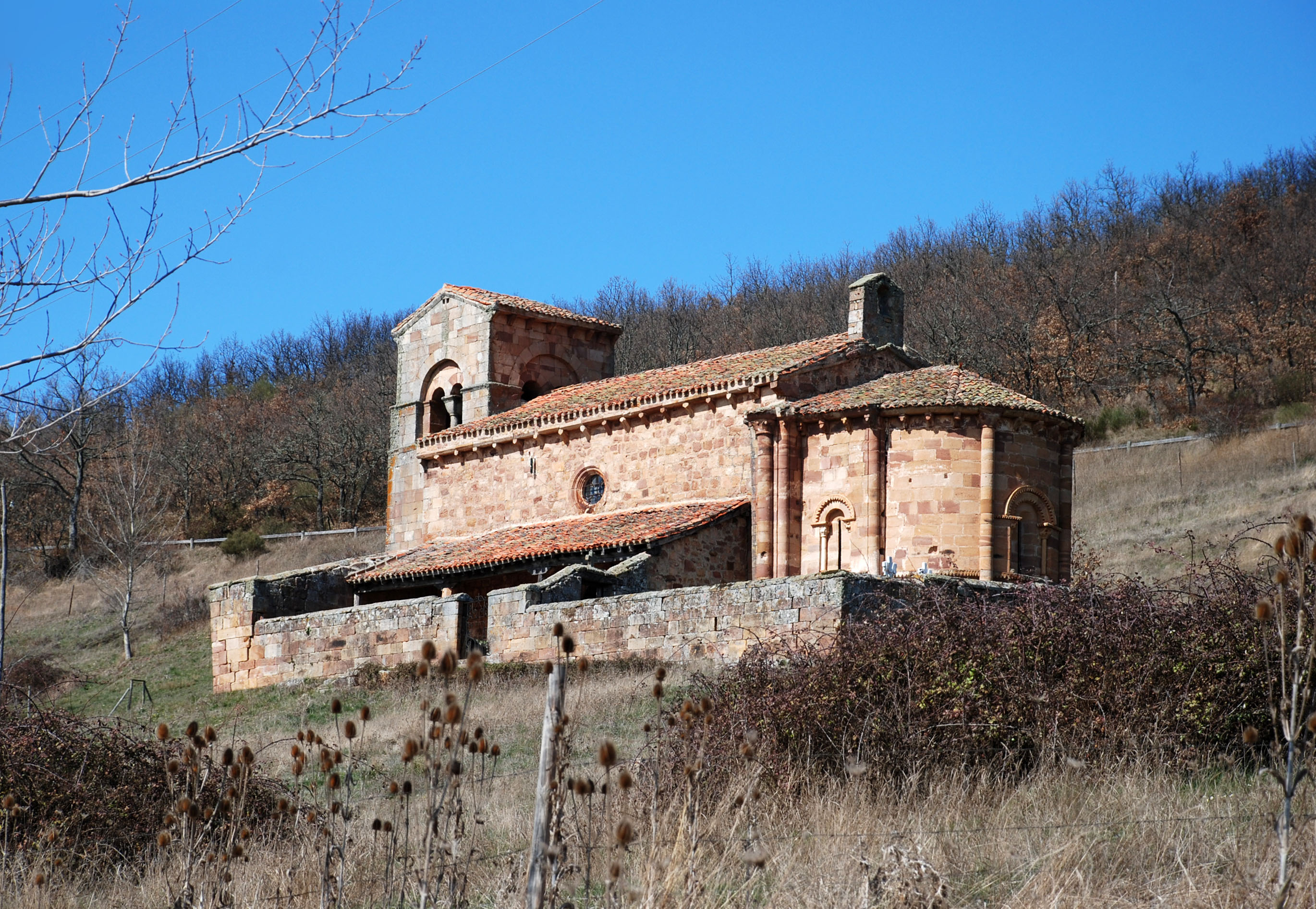
Kirche Santa Marina

## Sehenswürdigkeiten
- Romanische Kirche Santa Marina, erbaut Ende des 12. Jahrhunderts
- Mittelalterlicher Wehrturm